# Cannabis au Luxembourg

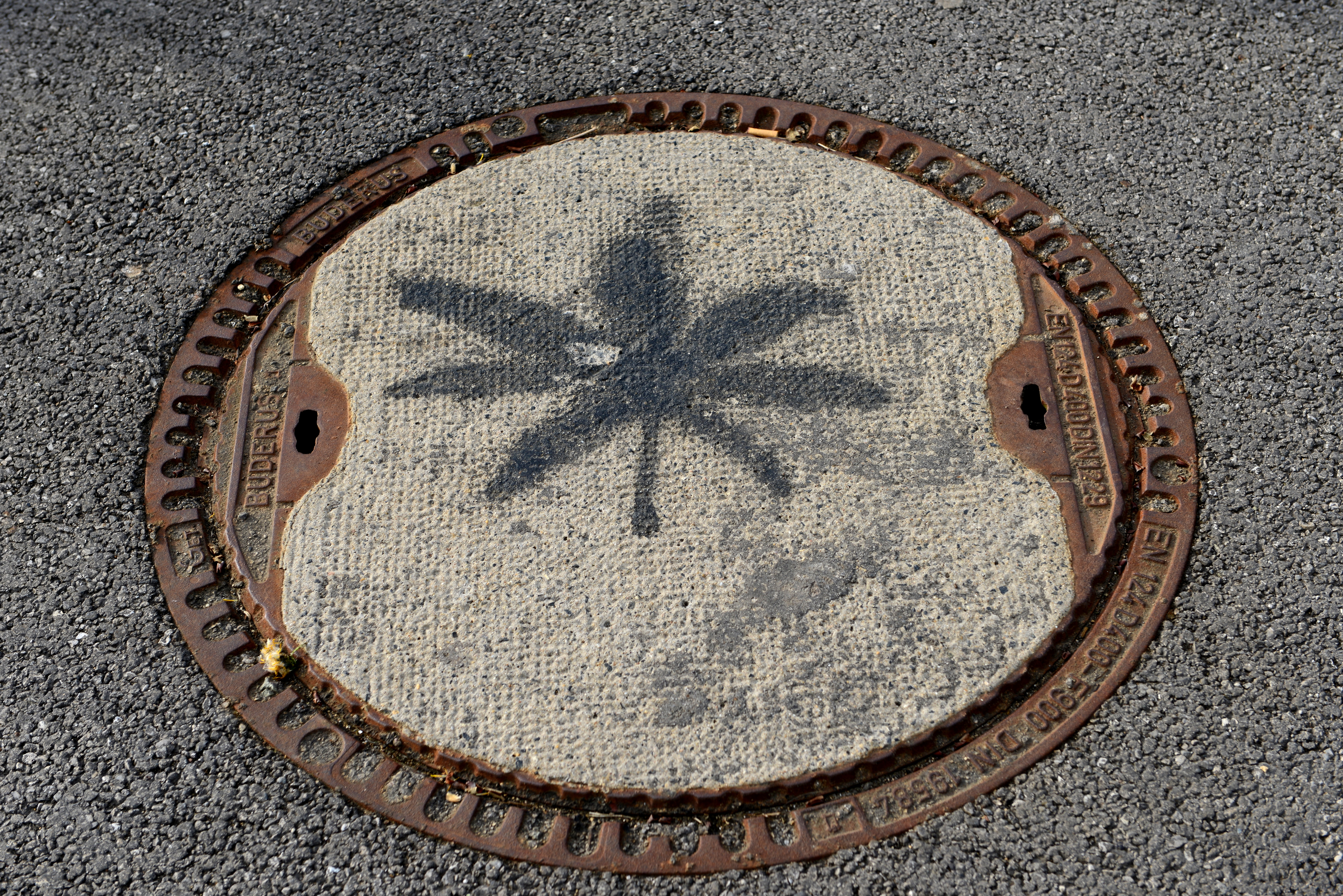
Symbole du cannabis sur une plaque d'égout au Luxembourg.

La consommation de cannabis au Luxembourg est légale pour l'usage récréatif et médical des adultes, dans certaines limites. Une loi adoptée en juillet 2023 légalise pour les adultes la possession et la consommation à domicile ainsi que la culture de quatre plants de cannabis par ménage.
La possession, la consommation, le transport et l'achat de cannabis dans les espaces publics restent interdits, de même que la vente de cannabis.

## Histoire

### Décriminalisation
En avril 2001, la loi de 1973 a été modifiée afin de reclasser le cannabis en tant que substance contrôlée de catégorie B, ne méritant qu'une amende pouvant aller de 250 à 2 500 euros pour une première infraction, décriminalisant ainsi la possession personnelle,,.

### Usage thérapeutique
En novembre 2017, la ministre de la Santé a annoncé un programme pilote de deux ans dans le cadre duquel les luxembourgeois pourraient obtenir des extraits de cannabis et des cannabinoïdes à des fins médicales,.
En juin 2018, les législateurs ont approuvé à l'unanimité un projet de loi visant à légaliser l'usage médical du cannabis, entrée en vigueur en janvier 2019,,,.

### Légalisation
Le nouveau gouvernement luxembourgeois dirigé par le Premier ministre libéral Xavier Bettel annonce en novembre 2018 étudier la dépénalisation de la production et de l’usage récréatif du cannabis.
Une loi est adoptée en juillet 2023 qui légalise pour les adultes la possession et la consommation à domicile ainsi que la culture de quatre plants de cannabis par ménage,. La vente de cannabis reste interdite.
La possession, la consommation, le transport et l'achat de cannabis dans les espaces publics restent interdits. Les poursuites dépendent de la quantité de cannabis et une procédure pénale allégée concerne la consommation, la possession, le transport et l'acquisition en public pour usage personnel d'un maximum de trois grammes par un adulte.